# Anteilschein

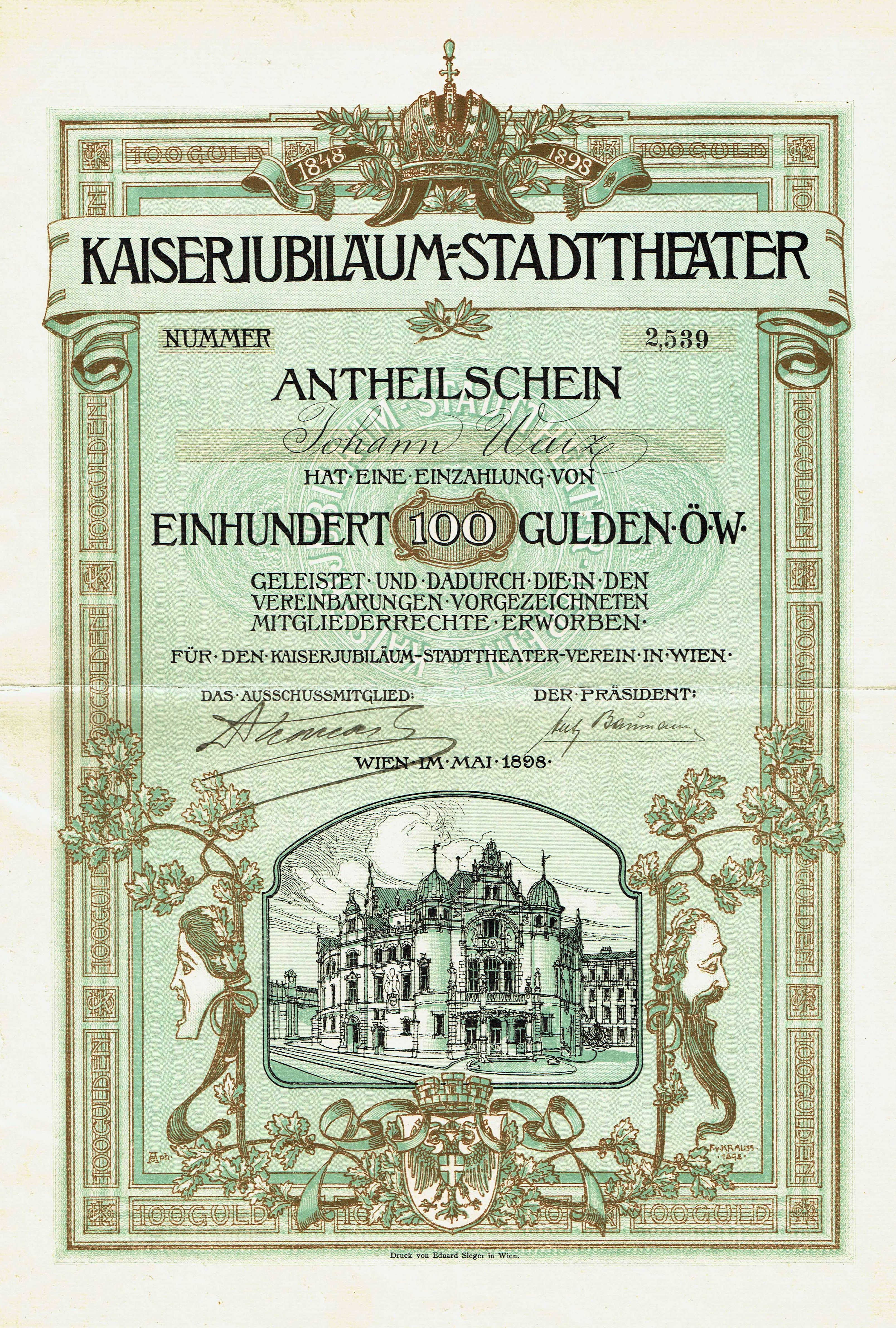
Anteilschein des Kaiserjubiläum-Stadttheater-Vereins vom Mai 1898

Anteilschein ist ein Rechtsbegriff, mit dem Urkunden bezeichnet werden, die einen Vermögenswert verbriefen.

## Allgemeines
Das Kompositum besteht aus dem „Anteil“, womit ein Miteigentumsanteil nach Bruchteilen gemäß § 1008 BGB an einem Vermögen gemeint ist, und dem „Schein“ als Urkunde. Im Regelfall versteht man unter einem Anteilschein konkret ein Investmentzertifikat, einem Wertpapier, das nach § 2 Abs. 4 Nr. 2 WpHG gleichzeitig ein Finanzinstrument ist und den Anteil an einem Investmentvermögen repräsentiert.

## Investmentzertifikate
Der Rechtsbegriff „Anteilschein“ kommt nur bei Investmentfonds vor. Investmentzertifikate werden im KAGB „Anteilscheine“ genannt; sie verbriefen die Anteile am Sondervermögen des Investmentfonds und können Inhaberpapiere oder Orderpapiere sein (§ 95 Abs. 1 KAGB). Der Anteilspreis errechnet sich aus dem Nettoinventarwert des Sondervermögens, dividiert durch die Anzahl der ausgegebenen Anteile. Ein weder von der Verwahrstelle noch von der Kapitalverwaltungsgesellschaft unterzeichneter Anteilschein ist nichtig.

## Andere Anteilscheine
Bei der GmbH (§ 5 Abs. 2 GmbHG) und bei Genossenschaften (§ 7 Abs. 1 GenG) ist im Gesetz vom Geschäftsanteil die Rede. Im weiteren Sinne bezeichnet man umgangssprachlich als Anteilscheine auch die Wertpapiere („Anteilpapiere“), in denen Mitgliedschaftsrechte an Kapitalgesellschaften verbrieft sind (wie Aktien). Die Bezeichnung „Anteilschein“ wird auch für Zwischenscheine verwendet, die Aktionären vor Emission der Aktien erteilt werden (§ 8 Abs. 6 AktG).

## Schweiz

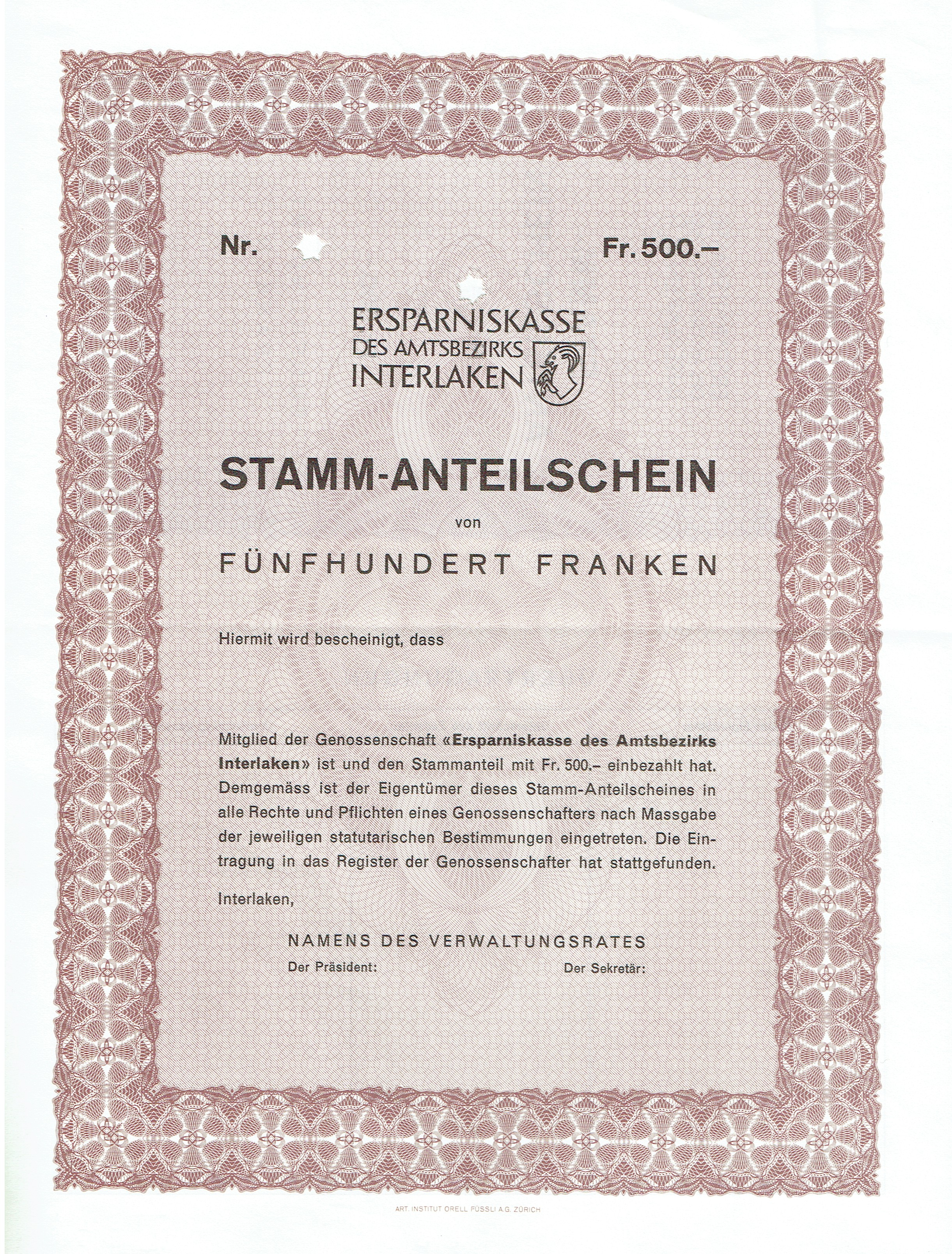
Blankette eines Stamm-Anteilscheines der Ersparniskasse des Amtsbezirks Interlaken

Anteilscheine nach schweizerischem Recht werden in Genossenschaften gemäß Obligationenrecht (OR) wie folgt eingeteilt:
- Anteilscheine gemäß Art. 853 Abs. 3 OR: Die Anteilscheine werden auf den Namen des Mitgliedes ausgestellt. Sie können aber nicht als Wertpapiere, sondern nur als Beweisurkunden errichtet werden.
- Anteilscheine gemäß Art. 837 Abs. 1 OR: Die Genossenschaft führt ein Verzeichnis, in dem der Vor- und der Nachname oder die Firma der Genossenschafter sowie die Adresse eingetragen werden.

Anteilscheine für Genossenschaften sind in der Schweiz
- keine Wertpapiere, sondern befindet sich im freien Verkehr und
- erfordern keine Offenlegung der Endbegünstigten und/oder Herkunftsquellen.

Das Genossenschaftsregister enthält einen vereinfachten Namen, Nachnamen und/oder Firmennamen und -adresse.